# Dakshina
Dakshina (sanskrit: dakṣiṇa), betyder "söder, sydlig", men avser också det tantriska konceptet den högra vägen (Dakṣiṇācāra), och ett vediskt koncept om att donera eller betala för tjänster hos en präst, andlig vägledare eller lärare.